# Торрихос, Густаво
Густаво Торрихос Лопес (исп. Gustavo Torrijos López; род. 23 сентября 1962, Лас-Пальмас) — испанский пловец. Участник летних Олимпийских игр 1980 года.

## Биография
Густаво Торрихос родился 23 сентября 1962 года в испанском городе Лас-Пальмас-де-Гран-Канария.
Трижды выигрывал медали Средиземноморских игр: в 1979 году в Сплите бронзу в эстафете 4х100 метров комплексным плаванием, в 1983 году в Касабланке серебряные на дистанции 100 метров брассом и в эстафете 4х100 метров комплексным плаванием.
В 1980 году вошёл в состав сборной Испании на летних Олимпийских играх в Москве. На дистанции 100 метров брассом занял 17-е место, показав результат 1 минута 6,77 секунды и уступив 1,39 секунды попавшему в финал с 8-го места Пабло Рестрепо из Колумбии. На дистанции 200 метров брассом занял 13-е место с результатом 2.26,96, уступив 3,79 секунды попавшему в финал с 8-го места Йоргу Вальтеру из ГДР. В эстафете 4х100 метров сборная Испании, за которую также выступали Мойсес Госалвес, Давид Лопес-Суберо и Рамон Лавин, заняла 9-е место с результатом 3.54,79, уступив 1,47 секунды попавшей в финал с 8-го места команде Бразилии.
В 1982 году участвовал в чемпионате мира по водным видам спорта в Гуаякиле. На дистанции 100 метров брассом занял 21-е место (1.06,62), на дистанции 200 метров брассом — 19-е (2.27,23), в эстафете 4х100 метров комплексным плаванием в составе сборной Испании — 10-е (3.55,79).